# Margaret Hill
Margaret Hill är en kulle i Antarktis. Den ligger i Östantarktis. Nya Zeeland gör anspråk på området. Toppen på Margaret Hill är 1 874 meter över havet.
Terrängen runt Margaret Hill är bergig åt nordväst, men åt sydost är den kuperad. Trakten är obefolkad. Det finns inga samhällen i närheten. 